# Rebekka Schmidt
Rebekka Schmidt (* 11. März 1954 in Rostock) ist eine ehemalige deutsche Politikerin der Partei Bündnis 90/Die Grünen. Sie war von 1983 bis 1984 Bundesvorstandssprecherin der Partei. Sie entstammte dem Umfeld der maoistischen K-Gruppe KPD-AO und trat Ende der 1970er Jahre der Alternativen Liste Berlin bei.
Bei der Bundestagswahl 1983 war Rebekka Schmidt hinter Dirk Schneider erste Ersatzbewerberin auf der Liste der AL. Nach Schneiders Ausscheiden durch Rotation verzichtete Rebekka Schmidt darauf, seinen Platz bis zum Ende der 10. Wahlperiode einzunehmen. Als Nachrücker gelangte dadurch Hans-Christian Ströbele am 31. März 1985 in den Deutschen Bundestag.
Rebekka Schmidt ist Rechtsanwältin in Berlin.

## Veröffentlichungen
- Das Urheberrecht der Architektin an einem Bauwerk und die Zulässigkeit von Änderungen – Eine Untersuchung der Rechtsprechung. S.T.E.R.N. Behutsame Stadterneuerung, Berlin 1988.